# Wood Islands
Wood Islands est une communauté dans le comté de Queens sur l'Île-du-Prince-Édouard, au Canada, au sud-ouest de Murray River.